# 麦克罗干吉
麦克罗干吉，或译为麦罗甘吉，印度喜马偕尔邦坎格拉县达兰萨拉镇郊区， 位于达兰萨拉镇主城区旁的山腰上，也被称为上达兰萨拉（Upper Dharamshala），相应的主城区被称为下达兰萨拉（Lower Dharamshala）或科特瓦尔巴扎（Kotwali Bazaar）。麦克罗干吉是流亡藏人的主要聚居区之一，被流亡藏人称为“小拉萨”或“达萨”（达兰萨拉的藏语简称）。

## 名称起源
麦克罗干吉（McLeod Ganj）是以英属印度旁遮普省副省督唐纳德·弗里尔·麦克劳德爵士的名字命名的，后缀“干吉”（Ganj）是印地语中表示“街区”的常用词。

## 历史

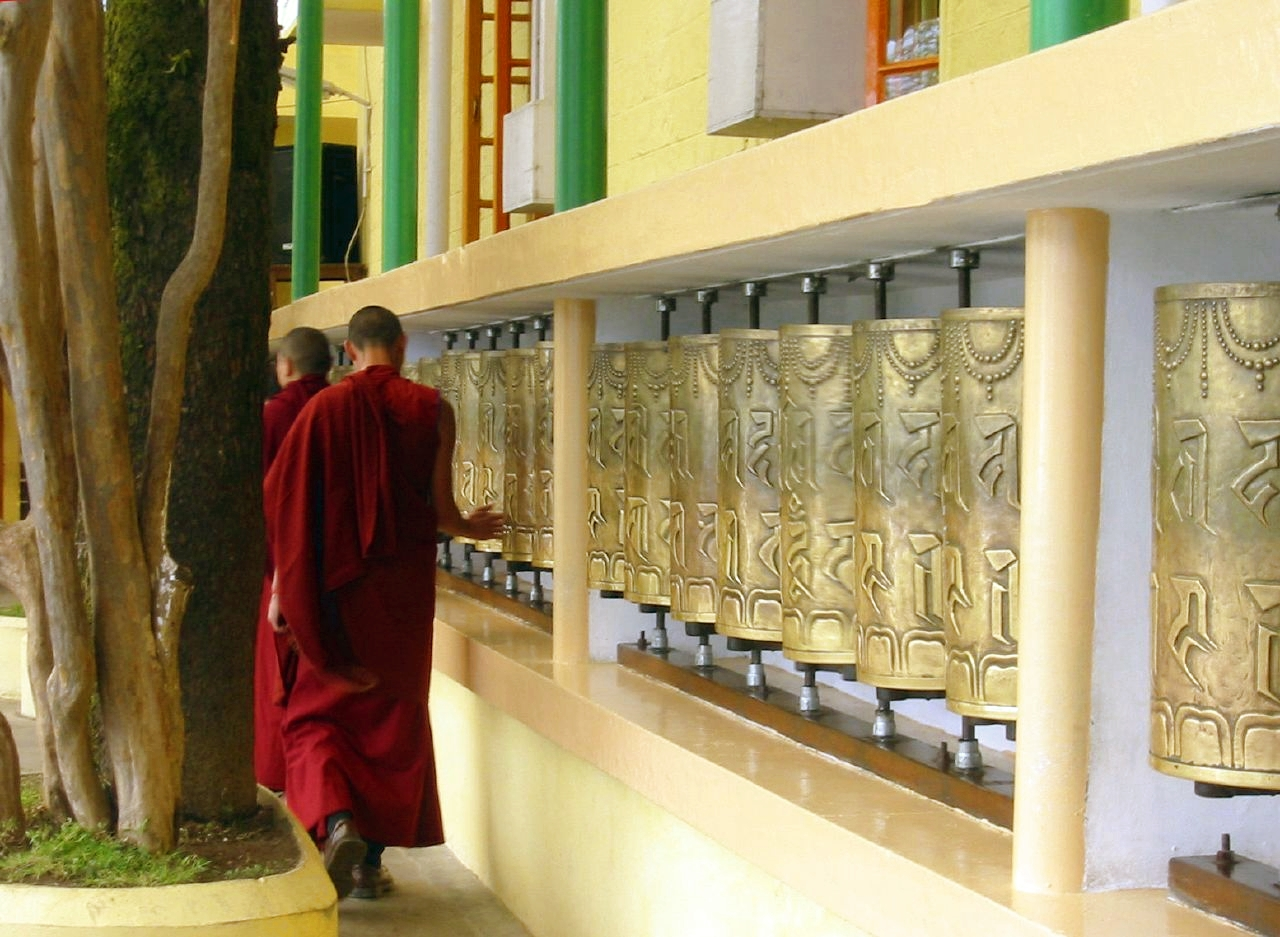
麦克罗干吉的僧人

1850年3月，英国在第二次英国锡克战争后强占了该地区，不久派驻坎格拉的军队在道拉达尔山的斜坡上建立带有印度教朝圣休息室（印地语中称达兰萨拉）的军营，其后“达兰萨拉”成为新军营的名字。在英国统治印度时期，达兰萨拉镇是在印英国人的避暑地，且在1840年代末英国因坎格拉老城区过于拥挤将两个团迁至达兰萨拉。1849年， 英国人在达兰萨拉兴建军营，1852年，达兰萨拉成为坎格拉的行政中心。到1855年，达兰萨拉主要有福赛斯干吉和麦克罗干吉两个聚居区，分别以分区专员（Divisional Commissioner）的名字命名。1860年，第66轻步兵团，即后来著名的第1廓尔喀步枪团，迁驻达兰萨拉，不久附近新建了14个廓尔喀村庄及湿婆神庙和巴格苏庙（Bhagsunath）。
1862年至1863年在任的印度总督詹姆斯·布鲁斯非常喜欢达兰萨拉，建议将该地建设成印度的避暑圣地。1863年11月20日，布鲁斯在达兰萨拉旅行中去世，葬在了福赛斯干吉的荒野中的圣约翰教堂。布鲁斯的夏季宅邸“莫蒂默之家”（Mortimer House）后来成为拉合尔的拉拉·巴什沙尔·纳特（Lala Basheshar Nath of Lahore）的私家庄园的一部分，并最终被印度政府用以安置流亡的第十四世达赖喇嘛。
福赛斯干吉和麦克罗干吉两个姊妹镇经过多年的稳定发展，到1904年已经成为坎格拉重要的商贸、行政中心。1905年，坎格拉发生7.8级地震，全县有近19800人遇难，成千上万的人受伤，无论是坎格拉、达兰萨拉，还是麦克罗干吉均受损严重，巴格苏庙被震毁。其后，县城搬到相对较低的地带，而达兰萨拉进入了相对平静的时期。
1959年3月，西藏爆發反对中国共产党统治的騷亂，第十四世達賴喇嘛丹增嘉措和隨從們在美國中央情報局特別行動科幫助下離開拉薩出逃印度。印度政府将其安置到达兰萨拉避难，麦克罗干吉成为达赖喇嘛的官邸所在，并于1960年成立流亡政府“藏人行政中央”。因达赖喇嘛的影响力，其后陆续有藏族流亡海外到麦克罗干吉定居，使麦克罗干吉成为在印藏人的主要聚居区之一。

## 地理
麦克罗干吉坐落在喜马拉雅山脉支脉道拉达尔山的南麓上，平均海拔2082米。附近城镇有达兰萨拉（下达兰萨拉）、帕拉姆普尔、坎格拉、西达巴瑞、Tatwani和Machhrial等。距离麦克罗干吉最近的下达兰萨拉又名为科特瓦尔巴扎，海拔为1250米，主要居民是印度人。西达巴瑞距离麦克罗干吉約十公里，是第十七世噶玛巴·伍金赤列多吉在印度的居所所在地。

## 气候
受季风气候影响，麦克罗干吉在每年6月下旬进入雨季，潮湿闷热，而雨季后并无明显的秋季，直接进入寒冷干燥的冬季。一年中2-6月气候宜人，平均温度在20度左右，是来自印度和世界各地的游客前来避暑观光的主要时节。

## 交通
麦克罗干吉距离下达兰萨拉约8公里，而距离德里约485公里。当地居民最常用的交通工具是大巴车，从德里乘大巴车到麦克罗干吉需要10-11小时，每天有四五趟班车。到麦克罗干吉最近的机场是距离达兰萨拉15公里的坎格拉机场，由于当地公路盘山而建，陡峭而崎岖，路面宽度仅勉强能通过两辆小型汽车，从机场驱车前往麦克罗干吉约需四十分钟。最近的火车站是位于达兰萨拉以南大约20公里处的坎格拉站和讷格罗达站（Nagrota），两种设于使用窄轨的坎格拉山谷铁路上。

## 经济

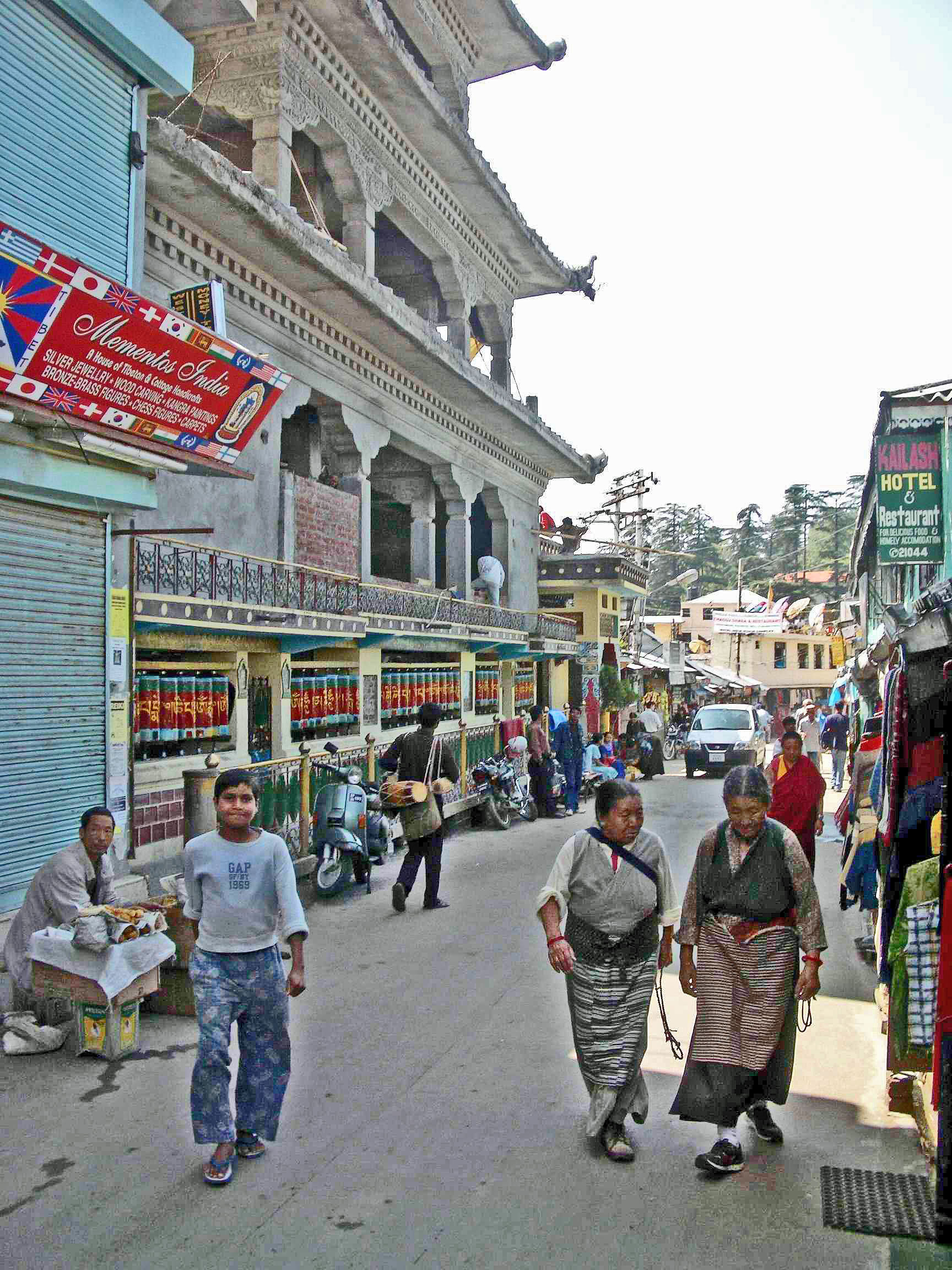
麦克罗干吉主要街道

由于小镇容量有限，多数印度的流亡藏人整体分散、相对集中地散居在印度各地，仅1万多人口生活在麦克罗干吉。藏人行政中央虽然设在麦克罗干吉，但没有任何管辖权，当地警察均为印度人。上达兰萨拉的规模不大，街道狭小凌乱，两条并行的主要街道均为单行车道，仅有几百米长。独特的藏族风情使麦克罗干吉成为国际旅游目的地，每年都有来自西方国家的游客到该地租房常居，修炼瑜珈或写作绘画，但也有游客到该地酗酒、嫖娼、吸毒。街道两旁有众多的旅行社、书店、餐厅、咖啡馆和纪念品商店，经营者需要同时给印度政府和西藏流亡政府交税。
印度政府发给在印藏人“注册证”，仅承认其“外国人”身份，既不是“公民”，也不是“难民”，藏人既不能在当地购置土地与房产，也不能在公共领域找工作，只能从事私营经济活动，失业率比较高。藏人的身份证件需要定期更新，过期要交大约100美元的罚款。由于印度政府给予流亡藏人的旅行证件不被大部分国家承认，不少藏人通过非法途径购买印度护照出国去欧美国家打工。
在麦克罗干吉，电子产品、新鲜果蔬主要是印度人售卖，商品较为齐全的小型超市也多由印度人经营，藏民则主要经营小賣部，或者據上報報導藏民也會銷售由藏人行政中央及非政府組織協助製成的手工特色纪念品。中国制造的产品曾被藏人行政中央严禁销售和购买，但2003年后禁令已松动，據環球時報報導藏民小卖部中的商品主要是从西藏经尼泊尔运来的中国商品，在街头有醒目的中国手机品牌的招牌，包括藏人卖的很多纪念品都是来自中国义乌。